# Ḩamzeh Qāsem
Ḩamzeh Qāsem (persiska: حمزه قاسم) är en ort i Iran.   Den ligger i provinsen Västazarbaijan, i den nordvästra delen av landet, 400 km väster om huvudstaden Teheran. Ḩamzeh Qāsem ligger 1 772 meter över havet och antalet invånare är 174.
Terrängen runt Ḩamzeh Qāsem är kuperad.Runt Ḩamzeh Qāsem är det ganska tätbefolkat, med 60 invånare per kvadratkilometer. Närmaste större samhälle är Manbar, 6,8 km norr om Ḩamzeh Qāsem. Trakten runt Ḩamzeh Qāsem består i huvudsak av gräsmarker.